# حمله موشکی دسامبر ۲۰۱۵ تعز
حمله موشکی دسامبر ۲۰۱۵ تعز یک حمله موشکی بود که توسط نیروهای وفادار به صالح در ارتش یمن و نیز انصارالله یمن به کمک یک موشک کی‌ان ۲ انجام شد. در این حمله پایگاه نیروهای ائتلاف سعودی در جنوب غرب شهر تعز هدف قرار گرفت که منجر به وارد آمدن تلفات سنگین به آنها و کشته شدن دو فرمانده بلندپایه نظامی عربستانی و اماراتی شد.